# Espectroscopia Raman amplificada por punta
La espectroscopía Raman amplificada por punta (TERS, de sus siglas en inglés Tip-Enhanced Raman spectroscopy) es una variante de la espectroscopía Raman amplificada por superficie (SERS, de sus siglas en inglés Surface-Enhanced Raman spectroscopy) que combina la microscopía de sonda de barrido con la espectroscopía Raman. TERS hace posible la obtención de imágenes químicas de alta resolución espacial, con demostraciones de resolución espacial en la escala nanométrica en condiciones de laboratorio, o aun a temperaturas ultrabajas y alta presión.